# Liste des œuvres d'art du Puy-de-Dôme
 (septembre 2022).
Cet article vise à recenser les œuvres d'art dans l'espace public du Puy-de-Dôme, en France.

## Liste
Les œuvres sont classées par ordre alphabétique de communes et, au sein de celles-ci, par ordre chronologique d'installation, dans la mesure des informations disponibles.

### Sculptures
| Œuvre                                        | Auteur            | Commune                    | Localisation                                       | Notes | Installation                                       | Coordonnées                                        | Illustration                                       |
| -------------------------------------------- | ----------------- | -------------------------- | -------------------------------------------------- | --- | -------------------------------------------------- | -------------------------------------------------- | -------------------------------------------------- |
| Monument à Henri Pourrat                     | Jean Chauchard    | Ambert                     | À déterminer                                       | Représente Henri Pourrat.                                                                                              | 1975                                               | 45° 32′ 56″ nord, 3° 44′ 43″ est                   | Image manquante                                    |
| Air(e) de repos - Éclats de paysage          | Valérie du Chéné  | Beaumont                   | À déterminer                                       | | 2013                                               | à géolocaliser                                     | Image manquante                                    |
| Hommage à Paul Eychart                       | À déterminer      | Blanzat                    | À déterminer                                       | Représente Paul Eychart.                                                                                               | 2006                                               | 45° 48′ 24″ nord, 3° 04′ 43″ est                   | Hommage à Paul Eychart                             |
| Buste de Paul Malsang                        | À déterminer      | Champeix                   | À déterminer                                       | Représente Paul Malsang.                                                                                               | À déterminer                                       | à géolocaliser                                     | Buste de Paul Malsang                              |
| Buste de Joseph Clausat                      | À déterminer      | Châteldon                  | À déterminer                                       | | À déterminer                                       | à géolocaliser                                     | Image manquante                                    |
| Buste de Joseph Claussat                     | Raoul Mabru       | Châteldon                  | Boulevard des États-Unis                           | | 1930                                               | 45° 58′ 40″ nord, 3° 31′ 08″ est                   | Image manquante                                    |
| Avec le temps                                | Claude Tardif     | Châtel-Guyon               | À déterminer                                       | | À déterminer                                       | à géolocaliser                                     | Image manquante                                    |
| Buste d'Étienne Clémentel                    | À déterminer      | Châtel-Guyon               | À déterminer                                       | Représente Étienne Clémentel.                                                                                          | À déterminer                                       | à géolocaliser                                     | Image manquante                                    |
|                                              |                   | Clermont-Ferrand           | Voir la liste des œuvres d'art de Clermont-Ferrand | Voir la liste des œuvres d'art de Clermont-Ferrand                                                                     | Voir la liste des œuvres d'art de Clermont-Ferrand | Voir la liste des œuvres d'art de Clermont-Ferrand | Voir la liste des œuvres d'art de Clermont-Ferrand |
| La Dentelière                                | À déterminer      | Issoire                    | Dans le square René-Cassin                         | | À déterminer                                       | 45° 32′ 36″ nord, 3° 15′ 08″ est                   | Image manquante                                    |
| La République                                | À déterminer      | Issoire                    | Dans le square René-Cassin                         | Également appelée Centenaire de la Révolution française. Érigée en 1889 sur la fontaine sur la place de la République. | 1995                                               | 45° 32′ 37″ nord, 3° 15′ 10″ est                   | Image manquante                                    |
| Monument à Eugène Renaux                     | À déterminer      | Orcines                    | À déterminer                                       | Représente Eugène Renaux.                                                                                              | À déterminer                                       | 45° 46′ 20″ nord, 2° 57′ 48″ est                   | Monument à Eugène Renaux                           |
| Les Aveugles                                 | Yves Guérin       | Riom                       | À déterminer                                       | | À déterminer                                       | 45° 53′ 43″ nord, 3° 08′ 14″ est                   | Image manquante                                    |
| Gaulois mourant                              | Henri-Léon Gréber | Riom                       | À déterminer                                       | | À déterminer                                       | 45° 53′ 27″ nord, 3° 06′ 55″ est                   | Image manquante                                    |
| Statue de Michel de L'Hospital               | Eugène Sollier    | Riom                       | À déterminer                                       | Représente Michel de L'Hospital.                                                                                       | À déterminer                                       | 45° 53′ 41″ nord, 3° 07′ 02″ est                   | Statue de Michel de L'Hospital                     |
| Monument à Pierre Virlogeux et Claude Rodier | À déterminer      | Riom                       | Avenue Virlogeux                                   | Représente Pierre Virlogeux et Claude Rodier.                                                                          | À déterminer                                       | 45° 53′ 26″ nord, 3° 07′ 00″ est                   | Monument à Pierre Virlogeux et Claude Rodier       |
| Portage de croix                             | Yves Guérin       | Riom                       | À déterminer                                       | | À déterminer                                       | 45° 53′ nord, 3° 07′ est                           | Image manquante                                    |
| La Porte de Riom                             | Guy de Rougemont  | Riom                       | Carrefour de Bardon                                | | 1986                                               | 45° 53′ 38″ nord, 3° 06′ 54″ est                   | Image manquante                                    |
| Mineur de fond                               | À déterminer      | Saint-Éloy-les-Mines       | À déterminer                                       | | À déterminer                                       | 46° 09′ 30″ nord, 2° 50′ 07″ est                   | Image manquante                                    |
| Hètchétou wélo                               | Philippe Touzé    | Saint-Hilaire-la-Croix     | À déterminer                                       | | À déterminer                                       | à géolocaliser                                     | Image manquante                                    |
| Buste de Camille Vacant                      | À déterminer      | Saint-Maurice-près-Pionsat | Dans le square Mirabeau                            | | À déterminer                                       | à géolocaliser                                     | Image manquante                                    |
| Couteau                                      | Roland Cognet     | Thiers                     | À déterminer                                       | | 1985                                               | à géolocaliser                                     | Image manquante                                    |
| Et pluie le soleil                           | Cécile Bart       | Thiers                     | À déterminer                                       | | 2003                                               | 45° 52′ 37″ nord, 3° 33′ 39″ est                   | Image manquante                                    |
| Factory                                      | Dennis Oppenheim  | Thiers                     | À déterminer                                       | | 1985                                               | à géolocaliser                                     | Image manquante                                    |
| Monument à la Mutualité                      | Mathurin Moreau   | Thiers                     | Sur la place de la Mutualité                       | | 1913                                               | 45° 51′ 25″ nord, 3° 32′ 52″ est                   | Image manquante                                    |
| Orbes                                        | Michel Gérard     | Thiers                     | Route de Sainte-Agathe                             | | 1985                                               | à géolocaliser                                     | Image manquante                                    |
| Pierre plate                                 | Jacques Bechon    | Thiers                     | À déterminer                                       | | 1985                                               | à géolocaliser                                     | Image manquante                                    |
| Rivière sans retour,                         | Patrick Raynaud   | Thiers                     | À déterminer                                       | | 1986                                               | 45° 51′ 05″ nord, 3° 32′ 35″ est                   | Image manquante                                    |
| Sans titre,                                  | Vladimír Škoda    | Thiers                     | Impasse de la Coutellerie                          | | 1989                                               | 45° 51′ 09″ nord, 3° 32′ 53″ est                   | Image manquante                                    |
| Sculpture                                    | Mart Legersté     | Thiers                     | À déterminer                                       | | 1985                                               | à géolocaliser                                     | Image manquante                                    |
| Sculpture                                    | Yves Guérin       | Thiers                     | À déterminer                                       | | 1985                                               | à géolocaliser                                     | Image manquante                                    |
| Buste de Prosper Marilhat                    | À déterminer      | Vertaizon                  | Sur la place du 8-Mai-1945                         | Représente Prosper Marilhat.                                                                                           | À déterminer                                       | 45° 27′ 41″ nord, 3° 10′ 18″ est                   | Image manquante                                    |

### Monuments aux morts
| Œuvre                                                       | Auteur                                 | Commune                     | Localisation                                         | Notes                                              | Installation                                       | Coordonnées                                        | Illustration                                                                                    |
| ----------------------------------------------------------- | -------------------------------------- | --------------------------- | ---------------------------------------------------- | -------------------------------------------------- | -------------------------------------------------- | -------------------------------------------------- | ----------------------------------------------------------------------------------------------- |
| Monument aux morts                                          | À déterminer                           | Aigueperse                  | À déterminer                                         |                                                    | À déterminer                                       | à géolocaliser                                     | Monument aux morts                                                                              |
| Poilu montant la garde avec baïonnette (monument aux morts) | Copie d'après Jules Pollacchi          | Antoingt                    | À déterminer                                         |                                                    | À déterminer                                       | à géolocaliser                                     | Image manquante                                                                                 |
| Poilu écrasant l'aigle allemand (d) (monument aux morts)    | Copie d'après Charles-Henri Pourquet   | Anzat-le-Luguet             | À déterminer                                         |                                                    | À déterminer                                       | à géolocaliser                                     | Image manquante                                                                                 |
| Poilu étreignant le drapeau (monument aux morts)            | Copie d'après Charles-Eugène Breton    | Apchat                      | Devant le cimetière                                  |                                                    | 1922                                               | à géolocaliser                                     | Image manquante                                                                                 |
| La Résistance (monument aux morts)                          | Copie d'après Charles-Henri Pourquet   | Arlanc                      | À déterminer                                         |                                                    | À déterminer                                       | à géolocaliser                                     | Image manquante                                                                                 |
| Monument aux morts                                          | À déterminer                           | Beauregard-l'Évêque         | À déterminer                                         |                                                    | À déterminer                                       | à géolocaliser                                     | Monument aux morts                                                                              |
| Monument aux morts de l'école militaire                     | Robert Delandre                        | Billom                      | À déterminer                                         |                                                    | 1928                                               | à géolocaliser                                     | Monument aux morts de l'école militaire                                                         |
| Poilu au repos (monument aux morts)                         | Copie d'après Étienne Camus            | Chabreloche                 | Intersection de la rue du stade et de la RD 2089     |                                                    | À déterminer                                       | à géolocaliser                                     | Image manquante                                                                                 |
| Monument aux morts de la première guerre mondiale           | À déterminer                           | Chamalières                 | À déterminer                                         |                                                    | À déterminer                                       | 45° 46′ 44″ nord, 3° 03′ 53″ est                   | Monument aux morts de la première guerre mondiale                                               |
| Poilu au repos (monument aux morts)                         | Copie d'après Étienne Camus            | Chanat-la-Mouteyre          | À déterminer                                         |                                                    | À déterminer                                       | à géolocaliser                                     | Image manquante                                                                                 |
| En avant (monument aux morts)                               | Copie d'après Paul Henri Graf          | Charensat                   | À côté de l'église de la Translation-de Saint-Martin |                                                    | À déterminer                                       | à géolocaliser                                     | En avant (monument aux morts)                                                                   |
| Poilu au repos (monument aux morts)                         | Copie d'après Étienne Camus            | Chas                        | À déterminer                                         |                                                    | À déterminer                                       | à géolocaliser                                     | Image manquante                                                                                 |
| Monument aux morts                                          | Edmond Gaultry                         | Châtel-Guyon                | À déterminer                                         |                                                    | 1923                                               | à géolocaliser                                     | Monument aux morts                                                                              |
|                                                             |                                        | Clermont-Ferrand            | Voir la liste des œuvres d'art de Clermont-Ferrand   | Voir la liste des œuvres d'art de Clermont-Ferrand | Voir la liste des œuvres d'art de Clermont-Ferrand | Voir la liste des œuvres d'art de Clermont-Ferrand | Voir la liste des œuvres d'art de Clermont-Ferrand                                              |
| Le Poilu victorieux (monument aux morts)                    | Copie d'après Eugène Bénet             | Courpière                   | À déterminer                                         |                                                    | À déterminer                                       | à géolocaliser                                     | Image manquante                                                                                 |
| Monument aux morts                                          | À déterminer                           | Cros                        | À côté de l'église Sainte-Madeleine                  |                                                    | À déterminer                                       | à géolocaliser                                     | Monument aux morts                                                                              |
| Poilu au repos (monument aux morts)                         | Copie d'après Étienne Camus            | Dore-l'Église               | À déterminer                                         |                                                    | À déterminer                                       | à géolocaliser                                     | Poilu au repos (monument aux morts)                                                             |
| Monument aux morts                                          | À déterminer                           | Églisolles                  | Devant l'église Saint-Hippolyte                      |                                                    | À déterminer                                       | à géolocaliser                                     | Monument aux morts                                                                              |
| Monument aux morts                                          | À déterminer                           | Escoutoux                   | À déterminer                                         |                                                    | À déterminer                                       | à géolocaliser                                     | Monument aux morts                                                                              |
| Poilu au repos (monument aux morts)                         | Copie d'après Étienne Camus            | Espinchal                   | À déterminer                                         |                                                    | À déterminer                                       | à géolocaliser                                     | Poilu au repos (monument aux morts)                                                             |
| Poilu au repos (monument aux morts)                         | Copie d'après Étienne Camus            | Fayet-Ronaye                | À déterminer                                         |                                                    | À déterminer                                       | à géolocaliser                                     | Image manquante                                                                                 |
| Poilu au repos (monument aux morts)                         | Copie d'après Étienne Camus            | Fournols                    | À déterminer                                         |                                                    | À déterminer                                       | à géolocaliser                                     | Poilu au repos (monument aux morts)                                                             |
| Monument aux morts                                          | À déterminer                           | Gouttières                  | À déterminer                                         |                                                    | À déterminer                                       | à géolocaliser                                     | Monument aux morts                                                                              |
| Poilu au repos (monument aux morts)                         | Copie d'après Étienne Camus            | Jumeaux                     | Sur la place de la Virade, devant la mairie          |                                                    | À déterminer                                       | à géolocaliser                                     | Image manquante                                                                                 |
| Monument aux morts                                          | À déterminer                           | La Cellette                 | À déterminer                                         |                                                    | À déterminer                                       | à géolocaliser                                     | Monument aux morts                                                                              |
| Monument aux morts                                          | À déterminer                           | La Tour-d'Auvergne          | À déterminer                                         |                                                    | À déterminer                                       | à géolocaliser                                     | Monument aux morts                                                                              |
| Poilu au repos (monument aux morts)                         | Copie d'après Étienne Camus            | Lachaux                     | À déterminer                                         |                                                    | À déterminer                                       | à géolocaliser                                     | Image manquante                                                                                 |
| Le Poilu victorieux (monument aux morts)                    | Copie d'après Eugène Bénet             | Le Brugeron                 | À déterminer                                         |                                                    | À déterminer                                       | à géolocaliser                                     | Image manquante                                                                                 |
| Monument aux morts                                          | À déterminer                           | Le Cheix                    | À déterminer                                         |                                                    | À déterminer                                       | à géolocaliser                                     | Monument aux morts                                                                              |
| Poilu écrasant l'aigle allemand (d) (monument aux morts)    | Copie d'après Charles-Henri Pourquet   | Le Quartier                 | À déterminer                                         |                                                    | À déterminer                                       | à géolocaliser                                     | Poilu écrasant l'aigle allemand (d) (monument aux morts)                                        |
| Monument aux morts                                          | À déterminer                           | Le Vernet-Sainte-Marguerite | À déterminer                                         |                                                    | À déterminer                                       | à géolocaliser                                     | Monument aux morts                                                                              |
| Monument aux morts                                          | À déterminer                           | Lezoux                      | À déterminer                                         |                                                    | À déterminer                                       | à géolocaliser                                     | Monument aux morts                                                                              |
| La Victoire en chantant (monument aux morts),               | Copie d'après Charles Édouard Richefeu | Maringues                   | À déterminer                                         |                                                    | À déterminer                                       | à géolocaliser                                     | Image manquante                                                                                 |
| Poilu au repos (monument aux morts)                         | Copie d'après Étienne Camus            | Mayres                      | Sur la place de l'église                             |                                                    | 1922                                               | à géolocaliser                                     | Image manquante                                                                                 |
| Le Poilu victorieux (monument aux morts)                    | Copie d'après Eugène Bénet             | Mazoires                    | À déterminer                                         |                                                    | À déterminer                                       | à géolocaliser                                     | Image manquante                                                                                 |
| Poilu au repos (monument aux morts)                         | Copie d'après Étienne Camus            | Medeyrolles                 | À déterminer                                         |                                                    | À déterminer                                       | à géolocaliser                                     | Poilu au repos (monument aux morts)                                                             |
| Monument aux morts                                          | À déterminer                           | Mont-Dore                   | À déterminer                                         |                                                    | À déterminer                                       | à géolocaliser                                     | Monument aux morts                                                                              |
| Monument aux morts                                          | À déterminer                           | Murol                       | À déterminer                                         |                                                    | À déterminer                                       | à géolocaliser                                     | Monument aux morts                                                                              |
| Monument aux morts                                          | À déterminer                           | Orcines                     | À déterminer                                         |                                                    | À déterminer                                       | à géolocaliser                                     | Monument aux morts                                                                              |
| Monument aux morts                                          | À déterminer                           | Orcival                     | À déterminer                                         |                                                    | À déterminer                                       | à géolocaliser                                     | Monument aux morts                                                                              |
| Poilu au repos (monument aux morts)                         | Copie d'après Étienne Camus            | Palladuc                    | À déterminer                                         |                                                    | À déterminer                                       | à géolocaliser                                     | Image manquante                                                                                 |
| Monument aux morts                                          | À déterminer                           | Pionsat                     | À côté de l'église Saint-Joseph et Saint-Bravy       |                                                    | À déterminer                                       | à géolocaliser                                     | Monument aux morts                                                                              |
| Monument aux morts                                          | À déterminer                           | Pulvérières                 | À déterminer                                         |                                                    | À déterminer                                       | à géolocaliser                                     | Monument aux morts                                                                              |
| Le Poilu victorieux (monument aux morts)                    | Copie d'après Eugène Bénet             | Randan                      | À déterminer                                         |                                                    | À déterminer                                       | à géolocaliser                                     | Le Poilu victorieux (monument aux morts)« Monument aux morts de 14-18 à Randan », sur e-monumen |
| Monument aux morts                                          | À déterminer                           | Roche-d'Agoux               | À déterminer                                         |                                                    | À déterminer                                       | à géolocaliser                                     | Monument aux morts                                                                              |
| Monument aux morts                                          | À déterminer                           | Saint-Avit                  | À déterminer                                         |                                                    | À déterminer                                       | à géolocaliser                                     | Monument aux morts                                                                              |
| Le Poilu victorieux (monument aux morts)                    | Copie d'après Eugène Bénet             | Saint-Bonnet-le-Chastel     | À déterminer                                         |                                                    | À déterminer                                       | à géolocaliser                                     | Image manquante                                                                                 |
| Monument aux morts                                          | À déterminer                           | Saint-Donat                 | À déterminer                                         |                                                    | À déterminer                                       | à géolocaliser                                     | Monument aux morts                                                                              |
| Poilu au repos (monument aux morts)                         | Copie d'après Étienne Camus            | Saint-Ferréol-des-Côtes     | À déterminer                                         |                                                    | 1921                                               | à géolocaliser                                     | Image manquante                                                                                 |
| Monument aux morts                                          | À déterminer                           | Saint-Gervais-d'Auvergne    | Dans le cimetière                                    |                                                    | À déterminer                                       | à géolocaliser                                     | Monument aux morts                                                                              |
| Poilu au repos (monument aux morts)                         | Copie d'après Étienne Camus            | Saint-Gervais-sous-Meymont  | À déterminer                                         |                                                    | À déterminer                                       | à géolocaliser                                     | Poilu au repos (monument aux morts)                                                             |
| Monument aux morts                                          | À déterminer                           | Saint-Just                  | À déterminer                                         |                                                    | À déterminer                                       | à géolocaliser                                     | Monument aux morts                                                                              |
| Poilu écrasant l'aigle allemand (d) (monument aux morts)    | Copie d'après Charles-Henri Pourquet   | Saint-Maigner               | À déterminer                                         |                                                    | À déterminer                                       | à géolocaliser                                     | Poilu écrasant l'aigle allemand (d) (monument aux morts)                                        |
| Monument aux morts                                          | À déterminer                           | Saint-Priest-des-Champs     | À déterminer                                         |                                                    | À déterminer                                       | à géolocaliser                                     | Monument aux morts                                                                              |
| Monument aux morts                                          | À déterminer                           | Sermentizon                 | À déterminer                                         |                                                    | À déterminer                                       | à géolocaliser                                     | Monument aux morts                                                                              |
| Poilu écrasant l'aigle allemand (d) (monument aux morts)    | Copie d'après Charles-Henri Pourquet   | Teilhet                     | À déterminer                                         |                                                    | À déterminer                                       | à géolocaliser                                     | Poilu écrasant l'aigle allemand (d) (monument aux morts)                                        |
| Monument aux morts                                          | À déterminer                           | Thiers                      | Dans le square de Verdun                             |                                                    | À déterminer                                       | à géolocaliser                                     | Monument aux morts                                                                              |
| Monument aux morts                                          | Copie d'après Pierre Lorenzi           | Vergheas                    | À déterminer                                         |                                                    | À déterminer                                       | à géolocaliser                                     | Monument aux morts                                                                              |
| Monument aux morts                                          | À déterminer                           | Verneugheol                 | À déterminer                                         |                                                    | À déterminer                                       | à géolocaliser                                     | Monument aux morts                                                                              |
| Poilu étreignant le drapeau (monument aux morts)            | Copie d'après Charles-Eugène Breton    | Villossanges                | Au chevet de l'église Saint-Pardoux                  |                                                    | À déterminer                                       | 45° 54′ 48″ nord, 2° 38′ 50″ est                   | Monument aux morts de Villossanges                                                              |
| Poilu écrasant l'aigle allemand (d) (monument aux morts)    | Copie d'après Charles-Henri Pourquet   | Viscomtat                   | À déterminer                                         |                                                    | À déterminer                                       | à géolocaliser                                     | Image manquante                                                                                 |
| Monument aux morts                                          | À déterminer                           | Viverols                    | À déterminer                                         |                                                    | À déterminer                                       | à géolocaliser                                     | Monument aux morts                                                                              |

### Fontaines
| Œuvre                      | Auteur             | Commune          | Localisation | Notes                                              | Installation                                       | Coordonnées                                        | Illustration                                       |
| -------------------------- | ------------------ | ---------------- | --- | -------------------------------------------------- | -------------------------------------------------- | -------------------------------------------------- | -------------------------------------------------- |
| Fontaine                   | À déterminer       | Antoingt         | À déterminer |                                                    | À déterminer                                       | à géolocaliser                                     | Fontaine                                           |
| Fontaine                   | À déterminer       | Arlanc           | À déterminer |                                                    | À déterminer                                       | à géolocaliser                                     | Fontaine                                           |
| Murs-fontaines             | Ervin Patkaï       | Aubière          | Université Clermont-Auvergne |                                                    | 1972                                               | 45° 45′ 33″ nord, 3° 05′ 21″ est                   | Image manquante                                    |
|                            |                    | Clermont-Ferrand | Voir la liste des œuvres d'art de Clermont-Ferrand | Voir la liste des œuvres d'art de Clermont-Ferrand | Voir la liste des œuvres d'art de Clermont-Ferrand | Voir la liste des œuvres d'art de Clermont-Ferrand | Voir la liste des œuvres d'art de Clermont-Ferrand |
| Fontaine                   | À déterminer       | Maringues        | Sur le rond-point du boulevard du Chéry, de la rue de l'Hôtel de ville, de la rue du Presbytère, de la rue du Chéry, de l'impasse de la Charme et de la petite rue de la Charme |                                                    | À déterminer                                       | 45° 55′ 19″ nord, 3° 19′ 43″ est                   | Image manquante                                    |
| Fontaine                   | À déterminer       | Maringues        | Sur la place de la Barrière |                                                    | À déterminer                                       | 45° 55′ 15″ nord, 3° 19′ 43″ est                   | Image manquante                                    |
| Fontaine des Lions         | Henri Gourgouillon | Plauzat          | À déterminer | Inscrit MH (1986)                                  | À déterminer                                       | 45° 37′ 20″ nord, 3° 08′ 56″ est                   | Fontaine des Lions                                 |
| Fontaine de Saint-Saturnin | À déterminer       | Saint-Saturnin   | À déterminer | Classé MH (1889)                                   | À déterminer                                       | 45° 39′ 34″ nord, 3° 05′ 35″ est                   | Fontaine de Saint-Saturnin                         |

### Œuvres disparues ou retirées
| Œuvre | Auteur | Commune          | Localisation                                       | Notes                                              | Installation                                       | Coordonnées                                        | Illustration                                       |
| ----- | ------ | ---------------- | -------------------------------------------------- | -------------------------------------------------- | -------------------------------------------------- | -------------------------------------------------- | -------------------------------------------------- |
|       |        | Clermont-Ferrand | Voir la liste des œuvres d'art de Clermont-Ferrand | Voir la liste des œuvres d'art de Clermont-Ferrand | Voir la liste des œuvres d'art de Clermont-Ferrand | Voir la liste des œuvres d'art de Clermont-Ferrand | Voir la liste des œuvres d'art de Clermont-Ferrand |